# Georg Hermann Quincke
Georg Hermann Quincke (Francoforte sull'Oder, 19 novembre 1834 – Heidelberg, 13 gennaio 1924) è stato un fisico tedesco, fratello del chirurgo Heinrich Irenaeus.

## Biografia
Dopo aver studiato a Königsberg e Heidelberg ottenne il dottorato di ricerca nel 1858 all'università di Berlino. Privatdozent all'università di Berlino dal 1859, ne divenne professore ordinario nel 1865; nel 1872 passò all'università di Würzburg per poi trasferirsi (1875) all'università di Heidelberg, dove insegnò fino al ritiro, avvenuto nel 1907.
È noto per aver ripreso le teorie di Rudolf Clausius arrivando a scoprire il cosiddetto effetto Quincke: in un campo magnetico un fluido si sposta verso le zone di intensità massima se la sua suscettività magnetica è maggiore di quella del mezzo in cui si trova (che ha suscettività convenzionale 1), minima se la suscettività è minore.
Il fenomeno sta alla base dell'elettroforesi, grazie alla quale nel 1949 Linus Pauling riuscì a stabilire la natura dei globuli rossi in soggetti affetti o portatori sani di anemia falciforme (nel primo caso i globuli sono tutti falciformi, nel secondo vi è una bassa concentrazione di globuli falciformi a confronto di un gran numero di globuli discoidali biconcavi).
A Quincke dobbiamo il metodo scientifico che permette di misurare tramite elettroforesi la suscettività magnetica dei fluidi.
Da lui prende nome anche il tubo di Quincke, interferometro costituito da un tubo a doppia T.
Esperto di diritto, ottenne un dottorato di diritto civile da Oxford e un dottorato di legge da Cambridge. Fu inoltre eletto socio onorario della Royal Society di Londra.
Nel 1885 pubblicò Geschichte des physicalischen Insituts der Universität Heidelberg. Ebbe un solo figlio, Friedrich, che fu un chimico.